# Unión Cristiana de Mujeres por la Templanza
Woman's Christian Temperance Union (en español: Unión Cristiana de Mujeres por la Templanza o WCTU)  fue la primera organización colectiva de mujeres dedicadas a la reforma social con un programa que «ligaba lo religioso y lo secular a través de estrategias de reforma concertadas y de largo alcance basadas en la aplicación del cristianismo».

## Historia
Fue muy influyente en la promoción del Movimiento por la Templanza y la posterior aprobación de la decimoctava enmienda a la Constitución de los Estados Unidos que estableció la «prohibición» o «ley seca».
La WCTU se organizó originalmente el 23 de diciembre de 1873, en Hillsboro, Ohio, sobre la base del movimiento de mujeres cristianas denominado Woman's Crusade, y fue declarada oficialmente como tal en una convención nacional en Cleveland, Ohio, en 1874. Funcionó a nivel internacional en el contexto de religión y reforma, trabajo misionero y en asuntos de reforma social tal como el sufragio femenino. Dos años después de su fundación, la unión estadounidense patrocinó una conferencia internacional en la que se formó la International Women's Christian Temperance Union.
En 1881 la Unión Cristiana de Mujeres por la Templanza o WCTU aprobó oficialmente el sufragio de la mujer, lo cual atrajo a más mujeres a la lucha por el derecho al voto que cualquier otra organización.

## Miembros destacados
- Frances Willard
- Mary Page
- Maria Louisa Angwin
- Emily Howland
- Susanna M. Salter
- Kate Sheppard
- Annie Wittenmyer
- Matilda Carse
- Mary C. Leavitt
- Jessie Ackermann